# Shimon Slavin
Pour les articles homonymes, voir Slavin.
Shimon Slavin (né le 17 mai 1941) est un professeur de médecine israélien. Il a fondé le Centre national de transplantation de cellules souches et d’immunothérapie contre le cancer en Israël, au Centre médical Hadassah de Jérusalem, qu’il a dirigé pendant 27 ans. Il est un pionnier de l’immunothérapie utilisant des lymphocytes de donneurs allogéniques, ainsi que des méthodes innovantes de transplantation de cellules souches pour traiter les maladies hématologiques malignes, les troubles génétiques et métaboliques congénitaux, l’anémie aplasique, l’anémie de Fanconi, ainsi que les déficits immunitaires génétiques ou acquis. Concernant le traitement des cancers hématologiques et des tumeurs solides métastatiques, le Dr Slavin a mis au point une approche brevetée d’immunothérapie cellulaire, ayant montré des résultats révolutionnaires dans le traitement de cancers résistants aux médicaments.
Il a également utilisé des cellules souches hématopoïétiques pour le traitement de maladies auto-immunes potentiellement mortelles en réinduisant l'autotolérance, et a également développé des approches innovantes pour induire la tolérance à la transplantation de moelle osseuse et d'allogreffes d'organes, permettant la prise de greffe à vie de toutes les allogreffes d'organes tout en évitant l'utilisation à vie d'agents immunosuppresseurs.
Plus récemment, il a travaillé sur l'utilisation de cellules souches mésenchymateuses multipotentes (CSM) en médecine régénérative pour le traitement des maladies neurologiques, inflammatoires systémiques et auto-immunes, ainsi que des troubles orthopédiques, en exploitant la capacité des cellules stromales mésenchymateuses (CSM) à régénérer le cartilage et à former de nouveaux os.
Il occupe actuellement le poste de directeur médical et scientifique du Biotherapy International Center for Innovative Cancer Immunotherapy & Cellular Medicine à Tel-Aviv,, en Israël, ainsi que celui de directeur médical chez HepC Therapeutics à Budapest, en partenariat avec ProBioGen, à Berlin.

## Formation et travail clinique
Slavin est diplômé de la faculté de médecine de Université hébraïque de Jérusalem et a obtenu son diplôme de médecine en 1967. Il a servi comme médecin dans l'unité des hommes-grenouilles de la Marine israélienne jusqu'en 1970. De 1970 à 1975, il a suivi une formation au département de médecine interne de Université hébraïque de Jérusalem.
De 1975 à 1978, Slavin a suivi une formation en immunologie clinique/rhumatologie à la Division d'immunologie de la École de médecine de l'université Stanford. En 1978, il a suivi une formation en transplantation clinique de moelle osseuse sous la direction de feu Edward Donnall Thomas au Fred Hutchinson Cancer Research Center à Seattle, dans l'État de Washington.
De retour à Jérusalem, il a ouvert le premier centre de greffe de moelle osseuse à l'Hôpital Universitaire Hadassah, qui a ensuite été reconnu comme le centre national israélien de greffe de moelle osseuse et d'Immunothérapie Contre le Cancer.

## Réalisations cliniques
Au début de l'année 1987, Slavin a introduit le concept d'immunothérapie contre le cancer utilisant la perfusion de lymphocytes de donneurs (DLI) pour le traitement et la prévention des récidives,. Il a également été le premier à utiliser l'immunothérapie cellulaire allogénique adaptative et les lymphocytes activés par les cytokines pour traiter et prévenir les récidives après une greffe allogénique et autologue de cellules souches dans le cas d'hémopathies malignes et de tumeurs solides.
Ces observations ont confirmé les avantages thérapeutiques de la thérapie cellulaire et ont conduit à l'élaboration de nouveaux concepts pour le traitement des hémopathies malignes et des tumeurs solides. L'accent a été mis sur l'utilisation de la greffe de cellules souches non myéloablative bien tolérée comme plateforme pour la thérapie cellulaire contre le cancer, en ciblant les cellules tueuses contre les cellules malignes résistantes à la chimiothérapie. En utilisant les procédures développées par Slavin et son équipe, le traitement du cancer repose sur une approche plus optimiste plutôt que sur un traitement agressif par chimiothérapie conventionnelle. Cette approche est associée à une réduction de la toxicité immédiate et tardive liée à la procédure ainsi que de la mortalité, et vise à éliminer de manière sélective toutes les cellules malignes, y compris les cellules souches cancéreuses.

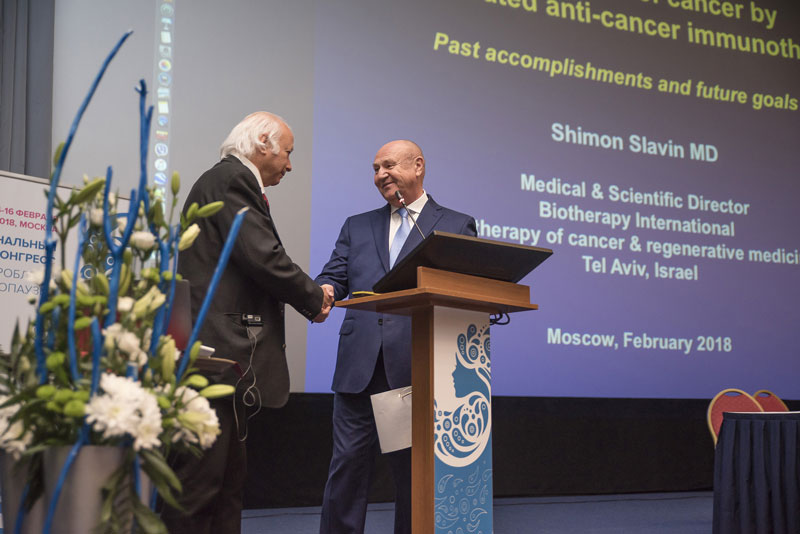
Slavin avec le physiopathologiste russe Sukhikh lors de la conférence internationale sur l'oncologie à Moscou en 2017

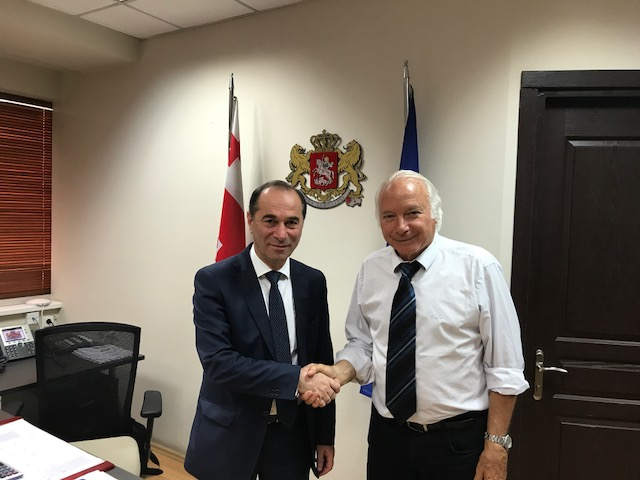
Rencontre avec Zaza Sopromadze, vice-ministre de la Santé de Géorgie, en 2017

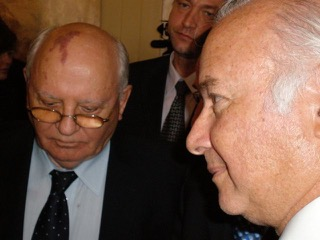
Slavin avec Mikhail Gorbachev, le dernier dirigeant de l'Union soviétique

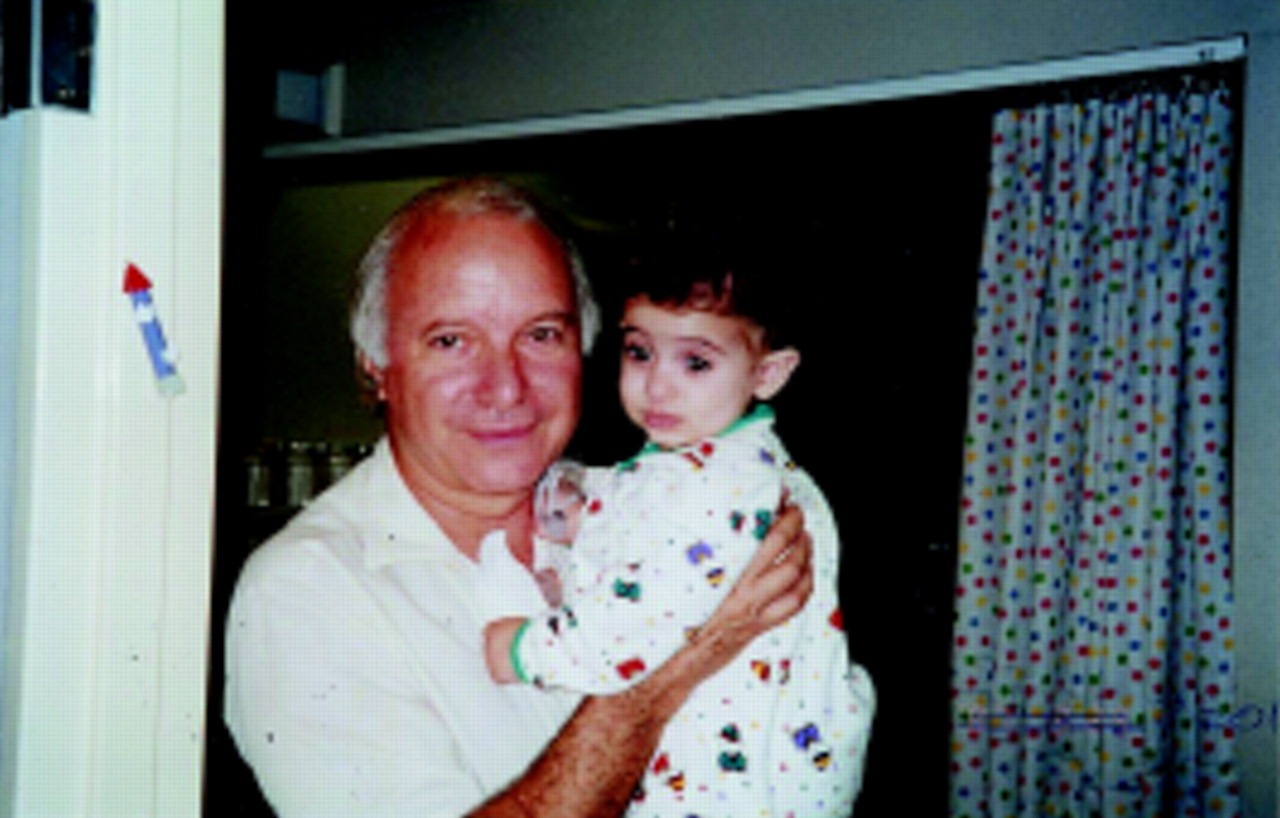
Slavin avec le bébé Salsabil. Premier traitement réussi pour les « bébés bulles ».

En règle générale, le traitement du cancer repose sur une approche en deux étapes: la réduction de la tumeur à l'aide de modalités conventionnelles et innovantes, suivie d'une immunothérapie de la maladie résiduelle minimale. Le conditionnement innovant à intensité réduite (RIC) ou la greffe de cellules souches non myéloablative (NST) ont été mis au point par Slavin afin de rendre plus sûre la greffe de cellules souches dans le traitement des troubles malins et non malins potentiellement mortels pouvant être corrigés à l'aide de cellules souches. L'immunothérapie post-greffe est indiquée pour tous les patients qui en ont besoin. La RIC ou la NST permet une greffe de cellules souches curative beaucoup plus sûre pour tous les patients, quel que soit leur âge, y compris ceux dont l'état clinique n'est pas optimal et qui ne seraient pas éligibles à une greffe de cellules souches myéloablative standard,.
Baxter International a reconnu le potentiel de la thérapie cellulaire et a signé un accord qui a donné lieu à un investissement important avec Slavin au Centre médical Hadassah. Cet investissement visait à développer davantage de nouvelles approches basées sur la thérapie cellulaire pour le traitement du cancer, des maladies auto-immunes et la transplantation d'organes. Ces approches se concentraient sur de nouvelles méthodes de régulation plutôt que sur la suppression non spécifique du système immunitaire. En conséquence, le centre de recherche Slavin a été créé par Baxter International, dont le siège social est situé à Chicago, aux États-Unis, et bénéficie également du soutien du Danny Cunniff Leukemia Research Center. Slavin a été le fondateur et directeur de ce centre de recherche de 1994 à 2007.
Slavin, avec son équipe, a utilisé un vecteur fourni par l'Hôpital San Raffaele (Milan) pour mener à bien la première utilisation réussie de la thérapie génique dans le traitement d'un bébé bulle né avec un déficit en adénosine désaminase en 2002. Le nourrisson traité est resté indemne de la maladie pendant plus de 16 ans sans nécessiter de traitement supplémentaire. La même procédure a été utilisée avec succès par l'équipe milanaise pour traiter de nombreux autres patients, qui ont tous été guéris grâce à la thérapie génique,.
Plus récemment, Slavin a introduit l'immunothérapie anticancéreuse personnalisée, axée sur l'utilisation de lymphocytes activés provenant de donneurs et ciblant le cancer à l'aide d'anticorps monoclonaux et bispécifiques. Cette approche élimine efficacement le cancer tout en induisant une immunité anticancéreuse durable afin de prévenir la récidive de la maladie,,. Une immunothérapie innovante à médiation cellulaire est désormais utilisée dans d'autres centres pour traiter des cancers autrement résistants, notamment chez les patientes atteintes d'un cancer du sein triple négatif.
Parallèlement à l'intensification des activités du centre de Slavin et à son influence internationale dans le domaine de la thérapie cellulaire, de nouvelles approches ont été développées pour induire la tolérance à la transplantation dans les cas de rejet du greffon par l'hôte et de rejet de l'hôte par le greffon, afin de mettre au point des méthodes améliorées pour la transplantation allogénique de sang ou de moelle osseuse ainsi que pour la transplantation d'allogreffes cellulaires et d'organes perfusés. Au départ, Slavin a été le pionnier de l'utilisation d'anticorps monoclonaux anti-CD52 (Alemtuzumab, désormais approuvé par la FDA sous le nom de Lemtrada) pour la prévention de la maladie du greffon contre l'hôte (GVHD), la complication la plus grave de la greffe allogénique de cellules souches, puis pour le traitement de la LLC et de la sclérose en plaques. Plus tard, Slavin a introduit le concept de déplétion post-transplantation des lymphocytes réactifs hôte-contre-greffe et greffe-contre-hôte avec induction d'une tolérance bilatérale à la transplantation,. Ces découvertes ont permis d'étendre l'utilisation de la greffe allogénique de cellules souches à partir de donneurs haplo-identiques plutôt que de donneurs entièrement compatibles, afin de rendre la greffe allogénique de cellules souches plus sûre pour tous les patients atteints d'hémopathies malignes et de tumeurs solides, ainsi que pour induire une tolérance à la greffe d'organes allogéniques,. Parallèlement, Slavin a introduit de nouvelles approches pour le traitement des maladies auto-immunes potentiellement mortelles, basées soit sur la greffe autologue de cellules souches hématopoïétiques,, soit, plus récemment, sur l'utilisation de cellules souches mésenchymateuses multipotentes (CSM) pour réguler la réactivité inflammatoire anti-soi dans les troubles neuro-inflammatoires et neurodégénératifs, en particulier la sclérose en plaques.
Sur la base de l'expérience cumulée dans le domaine de la thérapie cellulaire, ces dernières années, Slavin et son équipe se sont également intéressés à l'utilisation de CSM multipotentes issues de la moelle osseuse, du tissu adipeux ou du placenta et du cordon ombilical pour la médecine régénérative, ouvrant la voie à l'utilisation des CSM pour le traitement d'indications orthopédiques, notamment la réparation du cartilage et la formation de nouvel os,, ainsi que pour la réparation de la fonction rénale, en plus du traitement continu des troubles neuro-inflammatoires, neurodégénératifs et neurologiques traumatiques.

## Contributions scientifiques
Les recherches fondamentales et les découvertes cliniques de Slavin ont été présentées dans plus de 600 articles publiés et plus de 900 présentations scientifiques nationales et internationales, ce qui a eu un impact mondial dans plusieurs disciplines principalement liées à la thérapie cellulaire pour le traitement des troubles malins et non malins. L'immunothérapie du cancer par des lymphocytes de donneurs a permis de traiter des hémopathies malignes autrement résistantes et des tumeurs solides métastatiques spécifiques chez des patients atteints d'un cancer multirésistant.
L'efficacité unique des lymphocytes de donneurs intentionnellement incompatibles utilisant des cellules tueuses activées avant et après la perfusion cellulaire s'est traduite par un nouveau paradigme pour la thérapie cellulaire du cancer basé sur l'utilisation de la circulation transitoire de lymphocytes de donneurs non greffés ciblant la maladie résiduelle minimale comme nouvelle approche pour le traitement potentiel du cancer à un stade précoce de la maladie.
L'introduction du NST et du RIC a permis d'offrir une greffe de cellules souches curative à un grand nombre de patients dans le besoin, sans restriction d'âge, y compris les patients en mauvais état général. Cependant, ces patients ne seraient pas candidats à une greffe allogénique de cellules souches myéloablative conventionnelle. L'utilisation du NST et du RIC a permis une approche sûre pour la transplantation chez les patients sensibles au conditionnement cytoréducteur conventionnel, notamment les patients âgés,, les patients atteints d'Anémie de Fanconi, et ceux atteints de granulomatose chronique.
Plus tard, l'introduction du concept de suppression post-transplantation des lymphocytes alloréactifs par cyclophosphamide par l'équipe de Slavin a permis de proposer une procédure de transplantation relativement sûre et peu coûteuse aux patients ne disposant pas de donneur compatible, en utilisant un membre de la famille haplo-identique.
Slavin a appliqué le même principe pour induire avec succès une tolérance à la transplantation d'allogreffes d'organes, une technique mise au point avec succès pour le premier receveur d'une allogreffe rénale, qui est toujours en vie et en bonne santé plus de 10 ans après l'opération. Les observations de l'équipe de Slavin indiquant que la réinduction de l'autotolérance pouvait être provoquée par un traitement lymphoablatif suivi d'une greffe autologue de cellules souches ont justifié l'utilisation d'une approche similaire pour le traitement efficace de patients atteints de troubles auto-immuns potentiellement mortels, notamment la sclérose en plaques, et le lupus érythémateux disséminé.
En 1977, Slavin a découvert le premier modèle animal de leucémie/lymphome à cellules B (BCL1), qui a permis de mieux comprendre la biologie des cellules B et de développer de nouvelles stratégies thérapeutiques basées sur le modèle animal préclinique.
En collaboration avec le Dr Herman Waldmann, Slavin a été le premier à introduire l'utilisation d'un anticorps monoclonal anti-CD52 (CAMPATH-1; Alemtuzumab et actuellement Lemtrada) qui a d'abord été utilisé par Slavin pour la prévention de la maladie du greffon contre l'hôte (GVHD), puis par d'autres pour la prévention et le traitement du rejet d'allogreffe, avant d'être approuvé par la FDA pour le traitement de la sclérose en plaques.
Le succès initial de Slavin dans l'utilisation de cellules souches mésenchymateuses (CSM) dérivées de la moelle osseuse pour le traitement des troubles neuro-inflammatoires et neurodégénératifs, en collaboration avec le professeur Karussis, a justifié l'utilisation de CSM différenciées in vitro et éventuellement l'application future de produits sécrétoires des CSM, tels que les vésicules extracellulaires et les exosomes.